# Werdau
Werdau je velké okresní město v německé spolkové zemi Sasko. Nachází se v zemském okrese Cvikov a má přibližně 21 tisíc obyvatel.

## Historie
První písemný zmínka pochází z roku 1230, kdy je ves uváděna jako Viride. Název města znamená „Uferaue“, čímž je myšlena niva podle řeky Pleiße. Oblast byla původně pokryta lesy a po staletí o ni bojovali Slované a Germáni. Za Karla Velikého a Jindřicha I. Ptáčníka byli Slované stále více zatlačováni a pronikající němečtí osadníci založili vesnici, která prý získala městská práva již v roce 1298 (poprvé je však jako město v listině uváděno až v roce 1304). V roce 1398 se město dostalo pod vládu Wettinů, kteří se později stali saskými kurfiřty a králi. Již ve 14. století bylo Werdau centrem soukenictví, které v 19. století vystřídal textilní průmysl. Důležitá je poloha Werdau na stezce Reichenbach–Altenburg–Lipsko, která sloužila k přepravě vyrobeného zboží. Werdau bylo městem výrobců sukna a keramiky a lidé navštěvovali trhy a jarmarky nejen v Lipsku, ale také v Naumburgu a Braunschweigu a obchodovali s Franky, Švábskem a Švýcarskem.
V letech 1952–1994 bylo Werdau okresním městem stejnojmenného zemského okresu. Od roku 1994 bylo součástí zemského okresu Zwickauer Land a od roku 2008 pak zemského okresu Cvikov (Zwickau). V roce 1997 získalo status velké okresní město. Roku 1996 se k městu připojily do té doby samostatné obce Königswalde a Steinpleis, roku 1997 Langenhessen a 1999 Leubnitz.

## Přírodní poměry
Werdau leží západně od okresního města Cvikov, se kterým také sousedí. Nejvyšším vrcholem na území města je Tischberg (394 m). Městem protéká od jihu na sever řeka Pleiße, která pramení v sousední obci Lichtentanne. Železniční stanice Werdau leží na trati Lipsko-Hof a zároveň sem vedou trati z Drážďan a Mehltheueru (na úseku mezi Werdau a Weidou vlaky od roku 1999 nejezdí). 

## Správní členění
Limbach-Oberfrohna se dělí na 6 místních částí:
- Königswalde
- Langenhessen
- Leubnitz
- Leubnitz-Forst
- Steinpleis
- Werdau

## Pamětihodnosti
- novorenesanční radnice s prvky novobaroka a secese
- barokní městský kostel Panny Marie
- kostel svatého Bonifáce